# Ак Барс (хоккейный клуб)
«Ак Барс» (тат. Ак Барс) — российский хоккейный клуб из Казани, выступающий в Континентальной хоккейной лиге. Основан в 1956 году под названием «Машстрой», в 1958 году изменил название на «СК имени Урицкого». В 1990—1995 годах назывался «Итиль». С 1995 года носит название «Ак Барс». Пятикратный чемпион России. Трёхкратный обладатель Кубка Гагарина.
Один из четырёх клубов (наряду с петербургским СКА, магнитогорским «Металлургом» и уфимским «Салаватом Юлаевым»), который выходил в плей-офф в каждом сезоне КХЛ.

## История клуба

### Родоначальники «Ак Барса»
Первые хоккейные команды в Казани появились в 1948 году. В феврале 1949 года футбольно-хоккейная любительская команда «Спартак» из Казани под руководством Исмаила Милушева приняла участие в зональном турнире первенства ДСО «Спартак» по «канадскому» хоккею в г. Куйбышеве. В январе 1952 г. казанский «Спартак» дома провёл свой единственный матч на Кубок РСФСР против горьковского «Торпедо». Казанцы одержали победу со счётом 4:3, но результат встречи был аннулирован в связи с протестом гостей на нестандартную, по их мнению, хоккейную площадку. В сезоне 1955/56 гг. казанский клуб впервые принял участие в Чемпионате СССР — во Второй зоне Класса «Б» команда Ленинского района под совместным руководством Исмаила Милушева и Анатолия Муравьёва заняла почётное для дебютантов второе место. Впоследствии Муравьёв и Милушев станут соответственно первым и вторым по счёту тренерами «Машстроя». В дальнейшем команда Ленинского района неоднократно переименовывалась (другие названия — «Искра» и «Рубин») и участвовала в чемпионатах страны до 1969 года. Команда Кировского района (другое название — «Льнокомбинат им. Ленина») принимала участие в чемпионатах страны в 1956—1961 годах, «Химик» — в 1957 году.
«Официальный» родоначальник команды был сформирован на базе предшествующих казанских команд в 1956 году под названием «Машстрой». Первые два сезона команда участвовала в первенстве Казани, сменив в начале своих выступлений название на «Спортивный клуб имени Урицкого», под которым в 1958 году дебютировала в чемпионате СССР.
Конец 1970 — начало 1980-х годов — наиболее успешный период «СК имени Урицкого». В 1990 году команда была переименована в «Итиль» — по имени туристической компании-спонсора, помогавшего клубу выезжать на сборы.

### Путь к славе (1995—2002)
Именно после создания российской Суперлиги в 1996-м году начался «золотой век» хоккея в Татарстане, ввиду того, что хоккейные команды из Татарстана редко добивались значимых достижений в лигах страны и за её пределами. Был образован клуб под названием ХК «Ак Барс» в честь традиционного символа Татарстана — белого барса (тат. Ак — «белый»). С этого времени началась история команды.
Назначение в 1995 году Юрия Моисеева принесло казанскому клубу некоторый успех. Именно с ним в сезоне 1997/98 команда завоевала своё первое Чемпионство в России, набрав 75 очков. До этого сезона высшим достижением казанского клуба в чемпионате было лишь 7-е место в сезонах 1993/94, 1995/96. В сезоне 1998/99 казанцы дебютировали в Евролиге. Соперниками в групповом этапе были немецкий «Маннгейм», британский «Скотиш Иглз» и чешская команда «Литвинов». Неожиданно проиграв оба матча британцам, «Ак Барс» всё же смог выйти из группы, попав в 1/4 Финала на магнитогорский «Металлург». Судьба дуэли решилась в третьей игре, в которой казанцы проиграли по буллитам.
Сезон 1999/2000 начался под руководством Владимира Крикунова и окончился серебряными наградами из-за поражения в финальной серии московскому «Динамо». Команда из года в год набирала обороты и в сезоне 2000/01 казанцы вновь уверенно выиграли регулярный чемпионат, потерпев так же, как и три года назад, всего семь поражений и на три балла опередили «Авангард» и магнитогорский «Металлург», но в серии плей-офф уже на стадии четвертьфинала проиграли «Локомотиву».
«Ак Барсу» и на следующий сезон удалось оказаться на пьедестале. В матчах регулярного чемпионата теперь проводилось не 34 игры, как это было раньше, а 51. В этом чемпионате командой руководил первый чемпион Юрий Моисеев. Клуб набрал 101 балл и занял второе место в регулярном чемпионате. В серии плей-офф на стадии четвертьфинала было обыграно московское «Динамо» (счёт в серии 3:0), в полуфинале казанской команде противостоял клуб из Омска — «Авангард». В первых двух домашних матчах «Ак Барс» выигрывал (1:0, 4:3 буллиты), однако омичи на своей площадке возродили интригу, крупно выиграв в обеих встречах (5:3 и 3:0). В последней решающей игре обе команды забили по две шайбы, настала очередь буллитов. Чех Ян Бенда отправил казанцев в финал, где их ждал прошлогодний обидчик ярославский «Локомотив». Серия была проиграна со счётом 0:3. «Ак Барс» второй раз в своей истории завоевал серебряные медали.

### Приход Билялетдинова (2002—2011)
В сезоне под руководством нового тренера Владимира Плющева «Ак Барс» финишировал четвёртым в регулярном чемпионате, набрав 94 очка. Уже в четвертьфинале плей-офф казанский клуб уступил тольяттинской «Ладе» 2-3, хотя вёл в серии 2-0. В сезоне 2003/04 команду возглавил первый и единственный тренер-иностранец в истории клуба — чешский специалист Владимир Вуйтек. Тот сезон можно было назвать переходным, так как тренер подстраивал команду под свою тактику, в «Северстали» был приобретён Вадим Епанчинцев, который в итоге стал лучшим бомбардиром команды и одним из лидеров чемпионата по системе «гол+пас». «Ак Барс» занял пятое место в чемпионате и пробился в полуфинал серии плей-офф, в котором уступил в серии со счётом 1-3 магнитогорскому «Металлургу», тем самым заняв четвёртое место.
В 2004 году тренером команды был назначен Зинэтула Билялетдинов. Именно по его рекомендации был приобретён Алексей Морозов, ставший многолетним лидером и капитаном команды.
Именно в сезоне 2004/05 руководство клуба ставило задачу выиграть чемпионат, приурочив победу к 1000-летию Казани. Помимо Алексея Морозова были подписаны контракты ещё с 10 игроками НХЛ, в том числе с такими звёздами, как Илья Ковальчук, Венсан Лекавалье и Дэни Хитли. Однако в первом раунде плей-офф «Ак Барс» неожиданно потерпел поражение от ярославского «Локомотива».
В 2006 году «Ак Барс» стал чемпионом России, в основном благодаря игре Алексея Морозова. В этом сезоне в 54 играх было одержано 35 побед и было забито 214 шайб. Лучшей тройкой нападения считалась первая тройка нападения казанцев «ЗЗМ», в неё входили: Данис Зарипов, Сергей Зиновьев, Алексей Морозов. В сочетании с такими ветеранами, как Виталий Прошкин, и такими легионерами, как Раймон Жиру, Петр Чаянек, Юкка Хентунен, команда стала одной из лучших в лиге.
В 2008 году была образована Континентальная хоккейная лига. Первым сезоном стал сезон 2008/09, в котором «Ак Барс» выиграл Кубок Гагарина, став первым чемпионом в истории КХЛ. В следующем сезоне 2009/10 клубу вновь удалось стать чемпионами лиги.

### Период Квартальнова (2019—2022)

#### Сезон 2019/20
Несмотря на неудачу в сезоне 2018/19 и в плей-офф Кубка Гагарина 2019 руководство клуба просило Билялетдинова не спешить с решением об отставке, но тренер всё-таки твёрдо решил приостановить тренерскую карьеру. На пост главного тренера было несколько кандидатов, но успешно переговоры завершились только с Дмитрием Квартальновым. После подписания контракта Квартальнов сформировал новый тренерский штаб, в который вошли: Павел Зубов, Игорь Горбенко, Нормундс Силиньш и Ари Мойсанен.
Множество изменений претерпел состав казанцев. Клуб покинули Александр Шарыченков, Владислав Подъяпольский, Рафаэль Батыршин, Пол Постма, Роман Манухов, Алексей Потапов, Андрей Марков, Фёдор Малыхин, Иржи Секач, Роб Клинкхаммер, Александр Свитов, Антон Ландер. На их замену были подписаны Тимур Билялов, Адам Рейдеборн, Кристиан Хенкель, Игорь Ожиганов, Дамир Мусин, Эмиль Галимов, Микаэль Викстранд, Мэттью Фрэттин, Патрис Кормье, Михаил Фисенко, Кирилл Петров.
На предсезонной подготовке «Ак Барс» сыграл товарищеские матчи с «Нефтяником» и «Нефтехимиком». Кроме того, казанцы приняли участие в «Кубке Президента Республики Казахстан», где сыграли с «Барысом», «Салаватом Юлаевым», «Нефтехимиком», «Автомобилистом». Также клуб был приглашён на «Кубок Латвийской Железной Дороги», где сыграл с минским «Динамо», «Автомобилистом», «Локомотивом», рижским «Динамо».
Сезон 2019/20 начался для казанцев 3 сентября. С сентября до января «Ак Барс» провёл 41 игру, в которых одержал 29 побед, тем самым команда оказалась на первой строчке в Восточной конференции. Январские и февральские матчи казанцы не провалили — 15 побед в 21 игре. Таким образом в регулярном чемпионате команде удалось набрать 93 очка и взять первое место Восточной конференции.
Плей-офф Кубка Гагарина 2020 для клуба начался серией с «Нефтехимиком». Серия завершилась быстро, во всех четырёх матчах победил «Ак Барс». Следующим соперником казанцев должен был стать «Салават Юлаев», но с середины марта продолжение сезона было приостановлено, а позже плей-офф был завершён досрочно. Позже Федерация хоккея России огласила список победителей и призёров чемпионата России по хоккею с шайбой, по которому «Ак Барс» стал серебряным призёром.

#### Сезон 2020/21
Руководство клуба сохранило тренерский штаб, но подписало второго тренера вратарей — Яакко Валкама и тренера по развитию — Айрата Кадейкина. В межсезонье «Ак Барс» расстался с некоторыми игроками, такими как Ессе Виртанен, Олег Ли, Эмиль Галимов, Мэттью Фрэттин, Владимир Галузин, Степан Санников. Менеджменту клуба удалось подписать контракты с Романом Абросимовым, Александром Бурмистровым, Стефаном Да Коста, Найджелом Доусом, Александром Ховановым.
Предсезонная подготовка для «Ак Барса» началась двумя товарищескими матчами с «Нефтехимиком» и товарищеским матчем с «Нефтяником». Позже команда приняла участие в «Кубке Чемпионов», где сыграла с магнитогорским «Металлургом», «Салаватом Юлаевым» и СКА.
Регулярный чемпионат сезона 2020/21 начался для «Ак Барса» 2 сентября матчем за Кубок Открытия, в котором победу одержали казанцы (3:2 OT). За осенний период сезона команда сыграла 32 матча, в которых одержала 22 победы и тем самым обеспечила себе лидерство в Восточной конференции. Зимний период «Ак Барс» отыграл не хуже — 19 побед в 28 матчах. Так команде удалось сохранить за собой первое место в Восточной конференции.
Первым соперником казанского клуба в плей-офф Кубка Гагарина 2021 стал «Торпедо». В четырёх матчах «Ак Барс» обыграл команду из Нижнего Новгорода. Следующим соперником стал «Салават Юлаев», который тоже был обыгран в четырёх матчах. В финале Восточной конференции казанцы встретили «Авангард», серия затянулась до семи матчей, но обыграть омскую команду не удалось. «Ак Барс» стал обладателем бронзовой медали.

#### Сезон 2021/22
Перед началом сезона 2021/22 клуб объявил о выходе собственного документального сериала «Живём хоккеем» на своём официальном YouTube-канале.
Два сезона подряд «Ак Барс» под руководством Дмитрия Квартальнова заканчивал регулярный чемпионат на первом месте в Восточной конференции. Также казанцы завоевали серебро в сезоне 2019/20 и бронзу в сезоне 2020/21. Потому менеджмент решил сохранить главного тренера и продлил с ним контракт на один сезон, при этом по контракту срок мог быть продлён ещё на год при удачном выступлении команды.
Состав казанского клуба покинули многие игроки: Адам Рейдеборн, Микаэль Викстранд, Андрей Педан, Станислав Галиев, Виктор Тихонов, Стефан Да Коста, Найджел Доус, Патрис Кормье, Харри Песонен, Амир Мифтахов, Максим Марушев, Альберт Яруллин, Михаил Фисенко, Камиль Фазылзянов, Иван Емец, Тревор Мёрфи, Роман Любимов. Для замены ведущих игроков команды менеджмент клуба подписал новых игроков в лице Игоря Бобкова, Кирилла Панюкова, Кирилла Адамчука, Пера Линдхольма, Дмитрия Кагарлицкого, Николая Коваленко, Стивена Кэмпфера, Джордана Уила, Даниила Тарасова, Льва Старикова, Марка Янчевского, Рината Валиева, Марка Барберио, Эрика Фера, Джейсона Демерса.
Регулярный чемпионат для команды стартовал 2 сентября матчем с «Йокеритом», который завершился победой со счётом 3:0. Всего за первые три месяца казанцы сыграли 35 матчей, в которых одержали 21 победу. Так, в турнирной таблице Восточной конференции «Ак Барс» занял четвёртое место, имея в активе 47 очков. Важным событием для клуба стал победный матч KHL World Games против «Авангарда» 3 декабря, который прошёл в Дубае. Регулярный чемпионат должен был завершиться для команды 19 января, но из-за коронавирусной инфекции последние 4 матча были отменены. Так, регулярный чемпионат завершился для клуба 11 января. Всего же за последние два зимних месяца команда провела 13 матчей и одержала в них 9 побед. В Восточной конференции «Ак Барс» занял четвёртое место, набрав 66 очков.
В первом раунде плей-офф Кубка Гагарина 2022 года клуб встретился с «Авангардом». Первые три матча казанцы проиграли и счёт в серии стал 0:3. Однако казанцам удалось выиграть два следующих матча и вернуть надежду на победу в серии. Тем не менее, матч 12 марта приговорил «Ак Барс» к вылету в первом раунде. Выступление команды в плей-офф не устроило руководство клуба и контракт с Дмитрием Квартальновым и его тренерским штабом продлён не был.

### «Звёздный состав» и возвращение Билялетдинова (2022—2024)

#### Сезон 2022/23
К началу сезона 2022/23 в «Ак Барсе» сформировался один из самых лучших составов в лиге, который в СМИ окрестили «звёздным», но некоторые специалисты его таковым не считали. К команде присоединились такие игроки как Александр Радулов, Станислав Галиев, Вадим Шипачёв, Кирилл Семёнов, Вячеслав Войнов. Руководить новым составом клуба назначили не менее известного для российского хоккея тренера — Олега Знарка. На предсезонной подготовке «Ак Барс» сыграл товарищеские матчи с «Нефтяником», «Нефтехимиком», «Витязем» и «Спартаком». Кроме того, «Ак Барс» сыграл на «Кубке TANECO», где провёл по одному матчу с «Локомотивом», «Салаватом Юлаевым» и «Нефтехимиком».
Первый матч сезона казанский «Ак Барс» сыграл с московским «Динамо», в котором клуб из Казани проиграл 0:2. Сентябрь для клуба увенчался успехом — в 11 матчах команда одержала семь побед и набрала 15 очков в турнирной таблице. Октябрь и ноябрь сезона для клуба сложился не лучшим образом — постоянные неудачи, поражения, потери очков сопровождали команду на протяжении двух месяцев. Руководство клуба не оставило без внимания неудачи «звёздного коллектива» и в начале декабря Олег Знарок был уволен с поста главного тренера клуба, исполняющим обязанности главного тренера был назначен тренер команды Юрий Бабенко. В конце декабря «Ак Барс» находился на седьмом месте и в шаге от вылета из зоны плей-офф Восточной конференции.
Руководство клуба искало способы спасения провального сезона и нашло это спасение в лице самого титулованного тренера в истории казанского клуба — Зинэтуле Билялетдинове, который на тот момент трудился в «Ак Барсе» на посту советника. Его возвращение болельщики и средства массовой информации прозвали «спасением Ак Барса». Тренировать команду Билялетдинов начал 27 декабря, а 28 декабря провёл первый матч в сезоне в роли главного тренера. Под руководством Билялетдинова команда провела 25 матчей, 20 из которых завершились победой казанского клуба. К концу регулярного чемпионата «Ак Барс» возглавлял турнирную таблицу Восточной конференции, имея в активе 91 очко.
Плей-офф Кубка Гагарина 2023 для «Ак Барса» начался 1 марта серией с «Нефтехимиком», победу в серии одержал казанский клуб со счётом 4:2. Следующим соперником казанцев стал «Адмирал», который тоже был выбит из плей-офф со счётом в серии 4:1. Далее «Ак Барс» столкнулся с «Авангардом». Серия с омским клубом является одной из самых принципиальных, но в плей-офф сезона 2022/23 омичи не смогли долго противостоять казанскому клубу — 4:1 в серии. В финале Кубка Гагарина 2023 «Ак Барс» сыграл с ЦСКА. К пятому матчу армейцы повели в серии 3:1, но казанцам удалось победить в двух следующих играх и вернуть серию к ничейному результату — 3:3. Последний матч финала прошёл в Казани, где со счётом 2:3 победу одержал ЦСКА. «Ак Барс» стал серебряным призёром.
По окончании сезона «легенды» клуба Данис Зарипов и Михаил Глухов объявили о завершении карьеры и покинули «Ак Барс», кроме того, номер «25», под которым играл Данис Зарипов, навсегда был выведен из обращения.

#### Сезон 2023/24
В прошлом сезоне «Ак Барс» остался в шаге от Кубка Гагарина, поэтому главной целью казанцев в новом сезоне стала победа в финале. Для этого клубу необходимо было сохранить главного тренера, который спас команду в регулярном чемпионате сезона 2022/23. Кроме того, Зинэтула Билялетдинов выиграл с «Ак Барсом» все 3 Кубка Гагарина в истории клуба. Тем не менее переговоры о продлении контракта шли тяжело, но менеджменту клуба удалось сохранить тренера ещё на один сезон. По информации СМИ, важную роль в переговорах сыграл глава Татарстана — Рустам Минниханов.
Состав казанцев претерпел некоторые изменения. Клуб покинули Кирилл Панюков, Дмитрий Воронков, Динар Хафизуллин, Василий Токранов, Марк Янчевский. Но при этом клубу удалось подписать Дмитрия Яшкина, Дамира Жафярова, Евгения Свечникова. С новым составом «Ак Барс» сыграл товарищеские матчи с «Нефтяником» и «Ладой», также казанцы приняли участие на «Кубке TANECO», где сыграли с «Трактором», «Локомотивом» и «Барысом». Кроме того, 23 августа «Ак Барс» отправился на «Кубок губернатора Челябинской области», где сыграл с «Ладой», «Трактором» и магнитогорским «Металлургом».
Регулярный чемпионат сезона 2023/24 начался для клуба 1 сентября матчем за Кубок Открытия против ЦСКА, в котором победу одержал «Ак Барс» (5:2). Сентябрь и октябрь для клуба сложились неплохо — 24 игры, из которых 16 закончились победой. При этом из-за травм казанцы потеряли двух основных вратарей — Тимура Билялова и Амира Мифтахова. Им на замену прибыли Артур Ахтямов из «Нефтяника» и Максим Арефьев из «Ирбиса», но уже к декабрю оба основных вратаря восстановились. Ноябрь и декабрь оказались для команды тяжёлыми — 21 матч и 12 поражений, таким образом казанцы оказались на седьмом месте в турнирной таблице Восточной конференции.
Очередная неудача в первой половине сезона вынуждали тренерский штаб и менеджмент клуба снова искать решения проблемы. Так, до дедлайна «Ак Барс» успел подписать Семёна Кошелева, Артемия Князева, Райли Барбера, Митчелла Миллера, Алексея Марченко, пожертвовав при этом Дамиром Жафяровым и Кристианом Хенкелем. За январь и февраль команда провела 23 матча, из которых всего 7 завершились поражением казанцев, но больших изменений в турнирную таблицу это не принесло, потому как «Ак Барс» закончил регулярный чемпионат на четвёртом месте Восточной конференции.
Регулярный чемпионат принёс некоторое разочарование для болельщиков «Ак Барса», но всё должен был решить плей-офф. Первым соперником казанского клуба в плей-офф Кубка Гагарина 2024 стал «Автомобилист». 29 февраля прошёл первый матч, в котором казанцы минимально уступили (1:2), второй матч — поражение «в сухую» (0:4). Казалось, что казанцы смогут перевернуть ход серии, но этого не произошло — третье поражение в серии. Хоть «Ак Барс» и сумел выиграть четвёртый матч серии (5:0), это ничем не помогло и в пятом матче «Автомобилист» одержал победу, таким образом плей-офф завершился для казанцев настоящим провалом.

### Новый тренерский штаб Гатиятулина (с 2024 года)

#### Сезон 2024/25
Провальный сезон 2023/24 поставил Билялетдинова в затруднительное положение — Кубок Гагарина в четвёртый раз не покорился, а тренерскую карьеру хотелось закончить. Теперь вопрос о тренерском штабе появился вновь. СМИ сообщали о разных претендентах на роль главного тренера клуба, но в итоге «Ак Барс» объявил о назначении Анвара Гатиятулина. Позже Гатиятулин сформировал новый тренерский штаб, в который вошли: Александр Макрицкий, Алексей Тертышный, Денис Ячменёв, Георгий Гелашвили, но своё место сохранил тренер по физической подготовке Брэндон Бови.
Состав клуба сильно изменился. Из него исчезли почти все «звёздные игроки», такие как Вадим Шипачёв, Александр Радулов, Дмитрий Кагарлицкий, Вячеслав Войнов, Евгений Свечников, Станислав Галиев, кроме них Гатиятулин убрал из состава Райли Барбера, Кирилла Адамчука, Максима Марушева и Кирилла Петрова. Важным и тяжёлым вопросом стало расставание с Артёмом Лукояновым, который играл в клубе с 2011 года, позже стало известно, что хоккеист столкнулся с «зависимостью». На замену бывших игроков были подписаны новые: Альберт Яруллин, Егор Коршков, Александр Барабанов, Ник Петан и Егор Бабенко. Презентация нового состава клуба прошла 1 сентября 2024 года в Альметьевске.
Предсезонная подготовка началась 1 августа, на которой «Ак Барс» сыграл товарищеские матчи с «Нефтяником», «Куньлунь Ред Стар». Кроме того, казанский клуб был приглашён на «Турнир имени Н. Г. Пучкова», где сыграл с «Куньлунь Ред Стар», «Северсталью», СКА и молодёжной сборной России по хоккею.
Первым матчем сезона стало «Зелёное дерби», прошедшее 5 сентября. Матч закончился поражением «Ак Барса» (3:5). За первый месяц регулярного чемпионата казанцы забрались на третью строчку турнирной таблицы Восточной конференции. В октябре команда провела 9 матчей из которых 5 завершились победой. Так, к концу октября клуб оказался на четвёртом месте. В ноябре казанцы сыграли 11 матчей, из которых 7 завершились победой, но из-за травм выбыли некоторые игроки. Так, в начале месяца выбыл Егор Бабенко, в середине месяца из-за травмы выбыл один из основных вратарей команды — Тимур Билялов, вслед за ним из-за болезни пропустил несколько матчей и Амир Мифтахов. Им на замену были вызваны вратари из хоккейного клуба «Барс» Максим Арефьев и Глеб Носов. К концу месяца «Ак Барс» оказался на четвёртом месте. В декабре команде удалось подняться на третью строчку Восточной конференции, одержав пять побед в девяти матчах в декабре. В конце месяца успех омрачила травма Митчелла Миллера.
Неплохую первую половину регулярного чемпионата отметили главный тренер и капитан клуба. К январю «Ак Барс» провёл 38 матчей и набрал 50 очков, а отрыв от первого места Восточной конференции составил 6 очков. Кроме того, до дедлайна клубу удалось подписать Эрика О’Делла и Алексея Пустозёрова, но команду покинул «ветеран» клуба Дмитрий Юдин после обмена на Степана Фальковского.
В январе команда провела 11 матчей и 8 из них завершились с победным счётом. В начале месяца «Ак Барс» потерял ещё одного игрока из-за травмы. Им стал Илья Сафонов. К концу месяца команда снова оказалась на четвёртой строчке Восточной конференции, к тому же потеряв Николаса Петана из-за очередной травмы. Февраль стал для команды худшим месяцем в сезоне — 11 матчей, из которых 6 завершились поражением. Положительным моментом стало возвращение Ильи Сафонова. Николас Петан так же вернулся в состав, но вновь выбыл в конце месяца из-за повреждения. Команда осталась в шаге от вылета на пятое место Восточной конференции. В марте «Ак Барс» сыграл 8 матчей, из которых 5 закончились победой. Кроме того, к началу месяца полностью восстановился Николас Петан. Однако возвращение игрока не помогло вернуть четвёртую строчку в таблице. Так, регулярный чемпионат казанская команда завершила на пятом месте Восточной конференции и перед плей-офф традиционно встретилась с руководством клуба и республики.
В первом раунде плей-офф Кубка Гагарина 2025 «Ак Барс» встретился с «Автомобилистом», которому в прошлом году уступил в первом раунде. В серии команды сыграли семь матчей, из которых два — второй и седьмой — закончились во втором овертайме. В последней игре серии финальную шайбу забросил Кирилл Семёнов. Следующим соперником в плей-офф стало московское «Динамо». В серии было сыграно шесть матчей, в первых двух из них победу одержал «Ак Барс». Закрепить быстрый успех не удалось — московский клуб выиграл следующие четыре матча подряд и выбил казанцев из плей-офф.

## Эмблема клуба
Хоккейный клуб из Казани несколько раз менял своё название и вместе с тем свою эмблему. При этом, из раза в раз, они почти не имели отношения к региону, в котором базируется клуб. Но именно в 1995 году эмблема и название клуба приобрели общие черты с геральдикой республики Татарстан. Так, на логотипе был изображён белый барс и помещено название клуба — «Ак Барс». В то же время клуб приобрёл свои основные цвета — зелёный, белый и красный.
В марте 2022 года «Ак Барс» объявил о ребрендинге. Клуб представил новую эмблему, новый фирменный шрифт и новые цвета команды. К привычным зелёному, белому и красному цвету добавился серый цвет. Новый современный логотип стал важной деталью медийного и маркетингового образа клуба. На эмблеме дизайнеры изобразили традиционные для республики цвета, ирбиса и тюльпан, которые так же являются неотъемлемыми символами региона и клуба. Логотип был выполнен в актуальном и современном минималистичном стиле.

## Стадион клуба
Хоккейный клуб из Казани из года в год показывал определённые результаты, которые привлекали новых болельщиков. Потому клубу требовался свой комфортный стадион. Для таких целей в 1966 году был построен один из первых крупных стадионов Казани — «Дворец Спорта» (тат. Спорт Сарае). На этой арене клуб встретил множество своих побед и достижений. И благодаря одному из таких достижений (чемпионство в Суперлиге) была сделана реконструкция арены, после чего вместимость арены увеличилась до 3345 зрителей.
Тем не менее, со временем клуб уже сменил название и стал намного известнее, чем в 1960-х годах. Следовательно, клуб нуждался в арене, отвечающей современным технологиям и требованиям комфорта. Так, к 1000-летию Казани, в 2005 году в Казани была построена «Татнефть Арена», вместимость которой составила 8890 зрителей. 26 декабря 2005 года «Ак Барс» провёл первый матч на арене против «Витязя», в котором одержал победу (4:2).
В период с 21 февраля по 3 марта 2024 года «Ак Барс» был вынужден переехать из «Татнефть Арены» во «Дворец Спорта», ввиду того, что на основной арене проводились «Игры будущего». Всего было проведено 4 игры: с магнитогорским «Металлургом», «Локомотивом», «Амуром» и «Адмиралом». На матчи во «Дворце Спорта» билеты не продавались.

## Руководство клуба
- Президент — Наиль Маганов
- Исполнительный директор ООО СКП «Татнефть — Ак Барс» — Мансур Усманов
- Генеральный менеджер — Марат Валиуллин
- Заместитель исполнительного директора по коммерции — Станислав Прудников

## Тренерский штаб
- Главный тренер — Анвар Гатиятулин
- Ассистент главного тренера — Александр Макрицкий
- Тренер — Алексей Тертышный
- Тренер — Денис Ячменёв
- Тренер вратарей — Георгий Гелашвили
- Тренер по физической подготовке — Брэндон Бови
- Тренер по физической подготовке — Александр Илюхин

## Главные тренеры
- Анатолий Муравьёв (1956—65, 1966—68)
- Исмаил Милушев (1965—66, 1968—71)
- Евгений Егоров (1971—1975)
- Владимир Андреев (1975—1978)
- Владимир Васильев (1978—1982)
- Олег Галямин (1982—1984)
- Геннадий Цыгуров (1984—1987)
- Виталий Стаин (1987—1988)
- Всеволод Елфимов (1988—1991, 1994—1995)
- Юрий Очнев (1991—1992)
- Владимир Гусев (июль—сентябрь 1992)
- Виктор Кузнецов (1992—1994)
- Юрий Моисеев (1995—1999, 2001—2002)
- Владимир Крикунов (1999—2001, 2011—2012)
- Владимир Плющев (2002—2003)
- Владимир Вуйтек (2003—2004)
- Зинэтула Билялетдинов (2004—2011, 2014—2019, 2022—2024)
- Валерий Белов (2012—2014)
- Дмитрий Квартальнов (2019—2022)
- Олег Знарок (2022)
- Юрий Бабенко (и. о., 2022)
- Анвар Гатиятулин (2024—н. в.)

## Достижения

### Национальные
- Чемпионат России
  - Чемпион (5): 1998, 2006, 2009, 2010, 2018
  - Серебряный призёр (6): 2000, 2002, 2007, 2015, 2020, 2023
  - Бронзовый призёр (3): 2004, 2017, 2021
- Кубок Гагарина
  - Обладатель (3): 2009, 2010, 2018,
  - Финалист (2): 2015, 2023
  - Бронзовый призёр (2): 2017[271], 2021[272]
- Кубок Восточной конференции КХЛ
  - Обладатель (4): 2010, 2015, 2018, 2023
- Кубок Открытия
  - Обладатель (3): 2010, 2020, 2023
- Чемпионат РСФСР
  - Чемпион (2): 1962, 1976
  - Бронзовый призёр: 1961

### Международные
- Кубок европейских чемпионов
  - Обладатель: 2007
- Континентальный Кубок
  - Обладатель: 2008
  - Бронзовый призёр: 2000[273]

### Межсезонные
Мемориал И. Х. Ромазана
- Победитель (2): 2005, 2010
- Второе место (3): 1999, 2004, 2008
- Третье место (3): 2006, 2009, 2012

Кубок Спартака
- Победитель (2): 2001, 2002
- Третье место (2): 1997, 1998

Кубок Президента Башкортостана
- Победитель: 2003
- Третье место (2): 2004, 2005

Мемориал В. Блинова
- Победитель: 2000

Кубок Лады
- Второе место (2): 2000, 2009
- Третье место: 2005

Мемориал Н. Г. Пучкова
- Третье место: 2008

Кубок Праги
- Второе место: 2013

Кубок Губернатора Нижегородской области
- Победитель: 2014

Кубок Латвийской Железной Дороги
- Победитель (3): 2014, 2015, 2016

Кубок чемпионов КХЛ (Кубок TANECO)
- Победитель (2): 2020[75], 2021[275]
- Второе место (2): 2022[276], 2023[277]

## Результаты выступления в Суперлиге
| Сезон   | Место | И  | В  | ВО (+ВБ) | Н  | ПО (+ПБ) | П  | ЗШ  | ПШ  | ±Ш   | О   | %О    | Плей-офф                                                                      |
| ------- | ----- | -- | -- | -------- | -- | -------- | -- | --- | --- | ---- | --- | ----- | ----------------------------------------------------------------------------- |
| 1996/97 | 2     | 38 | 25 | -        | 5  | -        | 8  | 113 | 78  | +35  | 55  | 72.37 | Проиграли в 1/8 финала: 1-2 Кристалл                                          |
| 1997/98 | 1     | 46 | 36 | -        | 3  | -        | 7  | 158 | 79  | +79  | 75  | 81.52 | Проиграли в 1/2 финала: 2-0 Трактор, 2-0 Спартак, 1-2 Динамо М                |
| 1998/99 | 7     | 42 | 19 | 1        | 10 | 0        | 12 | 105 | 75  | +30  | 50  | 59.52 | Проиграли в 1/2 финала: 3-0 Амур, 3-0 Металлург Нк, 0-3 Динамо М              |
| 1999/00 | 2     | 38 | 25 | 1        | 3  | 1        | 8  | 144 | 82  | +62  | 81  | 71.05 | Проиграли в финале: 3-0 Мечел, 3-2 Северсталь, 3-2 Металлург Мг, 1-4 Динамо М |
| 2000/01 | 1     | 34 | 21 | 1        | 5  | 0        | 7  | 115 | 65  | +50  | 70  | 68.63 | Проиграли в 1/4 финала: 1-3 Локомотив                                         |
| 2001/02 | 2     | 51 | 30 | 1        | 7  | 2        | 11 | 151 | 88  | +63  | 101 | 66.01 | Проиграли в финале: 3-0 Динамо М, 3-2 Авангард, 0-3 Локомотив                 |
| 2002/03 | 4     | 51 | 26 | 4        | 7  | 1        | 13 | 156 | 106 | +50  | 94  | 61.44 | Проиграли в 1/4 финала: 2-3 Лада                                              |
| 2003/04 | 5     | 60 | 29 | 5        | 2  | 3        | 21 | 162 | 122 | +40  | 102 | 56.67 | Проиграли в 1/2 финала: 3-1 Металлург Нк, 1-3 Металлург Мг                    |
| 2004/05 | 4     | 60 | 34 | 3        | 5  | 1        | 17 | 174 | 113 | +61  | 114 | 63.33 | Проиграли в 1/4 финала: 1-3 Локомотив                                         |
| 2005/06 | 2     | 51 | 25 | 5        | 9  | 4        | 8  | 150 | 109 | +41  | 98  | 64.05 | Выиграли в финале: 3-1 ХК МВД, 3-0 Салават Юлаев, 3-0 Локомотив, 3-0 Авангард |
| 2006/07 | 1     | 54 | 35 | 3        | 7  | 1        | 8  | 214 | 111 | +103 | 119 | 73.46 | Проиграли в финале: 3-0 Металлург Нк, 3-1 Химик, 3-1 ЦСКА, 2-3 Металлург Мг   |
| 2007/08 | 7     | 57 | 28 | 3 (+2)   | 0  | 0 (+5)   | 19 | 182 | 142 | +40  | 99  | 57.90 | Проиграли в 1/2 финала: 3-0 ХК МВД, 3-0 ЦСКА, 1-3 Салават Юлаев               |

Примечание: М — место, И — количество игр, В — выигрыши в основное время, ВО — выигрыши в овертайме, ВБ — выигрыши по буллитам, Н — ничьи, ПО — проигрыши в овертайме, ПБ — проигрыши по буллитам, П — проигрыши в основное время, ЗШ — забито шайб, ПШ — пропущено шайб, ±Ш — разница шайб, О — очки, %О — процент от возможного количества набранных очков.

## Результаты выступления в КХЛ
Примечание: И — количество проведённых игр, В — выигрыши в основное время, ВО — выигрыши в овертайме, ВБ — выигрыши в послематчевых буллитах, ПО — проигрыши в овертайме, ПБ — проигрыши в послематчевых буллитах, П — проигрыши в основное время, О — количество набранных очков, Ш — соотношение забитых и пропущенных голов, РС — место по результатам регулярного сезона
| Сезон   | И   | В   | ВО | ВБ | ПБ | ПО | П   | О    | Ш         | РС | Плей-офф                                                                               |                                                                               |
| ------- | --- | --- | -- | -- | -- | -- | --- | ---- | --------- | -- | -------------------------------------------------------------------------------------- | ----------------------------------------------------------------------------- |
| 2008/09 | 56  | 36  | 1  | 3  | 3  | 3  | 10  | 122  | 189-123   | 2  | Выиграли Кубок Гагарина: 3-0 Барыс, 3-2 Авангард, 4-2 Динамо М, 4-3 Локомотив          |                                                                               |
| 2009/10 | 56  | 25  | 4  | 4  | 3  | 2  | 18  | 96   | 159-128   | 8  | Выиграли Кубок Гагарина: 3-0 Барыс, 4-2 Металлург Мг, 4-2 Салават Юлаев, 4-3 ХК МВД    |                                                                               |
| 2010/11 | 54  | 29  | 2  | 3  | 5  | 3  | 12  | 105  | 181-133   | 2  | Проиграли в 1/4 финала: 4-0 Барыс, 1-4 Салават Юлаев                                   |                                                                               |
| 2011/12 | 54  | 27  | 1  | 2  | 4  | 1  | 19  | 92   | 167-136   | 6  | Проиграли в 1/4 финала: 4-2 Салават Юлаев, 2-4 Трактор                                 |                                                                               |
| 2012/13 | 52  | 28  | 1  | 5  | 5  | 3  | 10  | 104  | 157-112   | 2  | Проиграли в 1/2 финале: 4-0 Нефтехимик, 4-3 Салават Юлаев, 3-4 Трактор                 |                                                                               |
| 2013/14 | 54  | 26  | 4  | 4  | 5  | 1  | 14  | 100  | 139-108   | 4  | Проиграли в 1/8 финала: 2-4 Сибирь                                                     |                                                                               |
| 2014/15 | 60  | 34  | 2  | 4  | 6  | 0  | 14  | 120  | 169-115   | 4  | Проиграли в финале Кубка Гагарина: 4-1 Автомобилист, 4-1 Авангард, 4-1 Сибирь, 1-4 СКА |                                                                               |
| 2015/16 | 60  | 25  | 1  | 5  | 8  | 1  | 20  | 96   | 143-127   | 12 | Проиграли в 1/8 финала: 3-4 Салават Юлаев                                              |                                                                               |
| 2016/17 | 60  | 29  | 3  | 6  | 2  | 2  | 18  | 109  | 155-127   | 7  | Проиграли в 1/2 финале: 4-1 Салават Юлаев, 4-2 Авангард, 0-4 Металлург Мг              |                                                                               |
| 2017/18 | 56  | 30  | 2  | 0  | 3  | 3  | 18  | 100  | 158-126   | 4  | Выиграли Кубок Гагарина: 4-1 Амур, 4-1 Металлург Мг, 4-0 Трактор, 4-1 ЦСКА             |                                                                               |
| 2018/19 | 62  | 34  | 2  | 2  | 5  | 1  | 18  | 82   | 165-139   | 8  | Проиграли в 1/8 финала: 0-4 Авангард                                                   |                                                                               |
| 2019/20 | 62  | 38  | 2  | 4  | 4  | 1  | 13  | 93   | 178-121   | 2  | 4-0 Нефтехимик (плей-офф завершён досрочно)                                            |                                                                               |
| 2020/21 | 60  | 33  | 3  | 5  | 3  | 5  | 11  | 90   | 185-131   | 2  | Проиграли в 1/2 финале: 4-0 Торпедо, 4-0 Салават Юлаев, 3-4 Авангард                   |                                                                               |
| 2021/22 | 48  | 21  | 4  | 5  | 0  | 6  | 12  | 66   | 129-109   | 5  | Проиграли в 1/8 финала: 2-4 Авангард                                                   |                                                                               |
| 2022/23 | 68  | 27  | 10 | 4  | 2  | 7  | 18  | 91   | 187-158   | 4  | Проиграли в финале Кубка Гагарина: 4-2 Нефтехимик, 4-2 Адмирал, 4-1 Авангард, 3-4 ЦСКА |                                                                               |
| 2023/24 | 68  | 33  | 6  | 2  | 0  | 2  | 25  | 84   | 175-140   | 8  | Проиграли в 1/8 финала: 1-4 Автомобилист                                               |                                                                               |
| 2024/25 | 68  | 32  | 6  | 4  | 1  | 2  | 23  | 87   | 211-162   | 7  | Проиграли в 1/4 финала: 4-3 Автомобилист, 2-4 Динамо М                                 |                                                                               |
| Всего   | 998 | 507 | 54 | 62 | 59 | 43 | 273 | 1637 | 2847-2195 | —  | В плей-офф кубка Гагарина участвовали 17 раз. Счёт (победы/поражения): 132-88          | В плей-офф кубка Гагарина участвовали 17 раз. Счёт (победы/поражения): 132-88 |

Примечания:
1. ↑  Сезон КХЛ 2019/20 был завершён досрочно из-за пандемии коронавируса. 3 июля 2020 года Федерация хоккея России и КХЛ приняли решение распределить призовые места согласно особому порядку. Тем самым «Ак Барс» был признан серебряным призёром.

## Текущий состав
Источник: официальный сайт ХК «Ак Барс»
| №          | Игрок                   | Страна                    | Хват    | Дата рождения             | Рост    | Вес     |         |
| Вратари    | Вратари                 | Вратари                   | Вратари | Вратари                   | Вратари | Вратари | Вратари |
| ---------- | ----------------------- | ------------------------- | ------- | ------------------------- | ------- | ------- | ------- |
|            | Михаил Бердин           | Россия                    | Левый   | 1 марта 1998 (27 лет)     | 191 см  | 82 кг   |         |
| 20         | Максим Арефьев          | Россия                    | Левый   | 11 июня 2003 (22 года)    | 192 см  | 90 кг   |         |
| 82         | Тимур Билялов           | Россия                    | Левый   | 28 марта 1995 (30 лет)    | 179 см  | 79 кг   |         |
| Защитники  |                         |                           |         |                           |         |         |         |
| 2          | Даниил Журавлёв         | Россия                    | Левый   | 8 апреля 2000 (25 лет)    | 183 см  | 81 кг   |         |
| 7          | Степан Фальковский      | Беларусь                  | Левый   | 18 декабря 1996 (28 лет)  | 205 см  | 113 кг  |         |
| 8          | Артемий Князев          | Россия                    | Левый   | 4 января 2001 (24 года)   | 182 см  | 82 кг   |         |
| 28         | Степан Терехов          | Россия                    | Левый   | 7 октября 2004 (20 лет)   | 185 см  | 78 кг   |         |
| 33         | Альберт Яруллин         | Россия                    | Правый  | 3 мая 1993 (32 года)      | 182 см  | 92 кг   |         |
| 53         | Алексей Марченко — К    | Россия                    | Правый  | 2 января 1992 (33 года)   | 188 см  | 93 кг   |         |
| 58         | Митчелл Миллер          | Соединённые Штаты Америки | Правый  | 20 декабря 2001 (23 года) | 180 см  | 86 кг   |         |
| 62         | Уайатт Калинюк          | Канада                    | Левый   | 14 апреля 1997 (28 лет)   | 188 см  | 85 кг   |         |
| 65         | Константин Лучевников   | Россия                    | Левый   | 12 июля 1995 (30 лет)     | 188 см  | 86 кг   |         |
| 96         | Никита Лямкин — А       | Россия                    | Левый   | 6 февраля 1996 (29 лет)   | 195 см  | 85 кг   |         |
| Нападающие |                         |                           |         |                           |         |         |         |
| 10         | Брэндон Байро           | Канада                    | Левый   | 11 марта 1998 (27 лет)    | 180 см  | 77 кг   |         |
| 11         | Михаил Фисенко — А      | Россия                    | Левый   | 1 июня 1990 (35 лет)      | 186 см  | 94 кг   |         |
| 13         | Радэль Замалтдинов      | Россия                    | Левый   | 8 августа 2005 (20 лет)   | 175 см  | 75 кг   |         |
| 15         | Артур Бровкин           | Россия                    | Левый   | 8 мая 2001 (24 года)      | 192 см  | 77 кг   |         |
| 17         | Александр Барабанов — А | Россия                    | Левый   | 17 июня 1994 (31 год)     | 179 см  | 88 кг   |         |
| 23         | Дмитрий Яшкин           | Чехия                     | Левый   | 23 марта 1993 (32 года)   | 190 см  | 102 кг  |         |
| 24         | Илья Сафонов            | Россия                    | Левый   | 30 мая 2001 (24 года)     | 195 см  | 102 кг  |         |
| 50         | Денис Комков            | Россия                    | Левый   | 31 июля 2001 (24 года)    | 180 см  | 72 кг   |         |
| 59         | Семён Терехов           | Россия                    | Левый   | 28 января 2002 (23 года)  | 187 см  | 83 кг   |         |
| 71         | Алексей Пустозёров      | Россия                    | Левый   | 29 апреля 2000 (25 лет)   | 180 см  | 83 кг   |         |
| 86         | Никита Дыняк            | Россия                    | Правый  | 6 августа 1997 (28 лет)   | 182 см  | 83 кг   |         |
| 92         | Дмитрий Кателевский     | Россия                    | Левый   | 17 января 2003 (22 года)  | 186 см  | 94 кг   |         |
| 94         | Кирилл Семёнов — А      | Россия                    | Левый   | 27 октября 1994 (30 лет)  | 185 см  | 80 кг   |         |
| 95         | Артём Галимов           | Россия                    | Левый   | 8 сентября 1999 (25 лет)  | 186 см  | 90 кг   |         |

### Неиспользуемые номера
- 25 — Данис Зарипов, нападающий (2001—2013, 2017—2023). Выведен из обращения 9 августа 2023 года[139].

## Игроки, выбранные на драфте юниоров КХЛ
2009
- Тэйлор Холл (89-й общий)

2010
- Денис Перевозчиков (16-й общий)
- Владимир Ткачёв (41-й общий)
- Дмитрий Архипов (61-й общий)
- Олег Железнов (66-й общий)
- Камиль Камалиев (94-й общий)
- Антон Савельев (100-й общий)
- Альберт Яруллин (128-й общий)
- Никита Церенок (154-й общий)
- Булат Хамматов (181-й общий)

2011
- Йерри Каукинен (22-й общий)
- Дамир Галин (48-й общий)
- Кристофер Гибсон (51-й общий)
- Дамир Мусин (78-й общий)
- Илья Николаев (125-й общий)
- Николай Владимиров (131-й общий)

2012
- Ринат Валиев (3-й общий)
- Рузал Галеев (22-й общий)
- Виктор Шахворостов (38-й общий)
- Руслан Трубкин (61-й общий)
- Роман Рачинский (76-й общий)
- Всеволод Ястребков (80-й общий)
- Максим Пушкарский (81-й общий)
- Зият Пайгин (82-й общий)
- Евгений Лызин (83-й общий)
- Дмитрий Каштанов (84-й общий)
- Тимур Билялов (108-й общий)
- Дмитрий Ермошенко (124-й общий)

2013
- Евгений Свечников (2-й общий)
- Александр Протапович (6-й общий)
- Максим Лазарев (8-й общий)
- Радэль Фазлеев (9-й общий)
- Марк Марин (10-й общий)
- Эдуард Насибуллин (13-й общий)
- Артём Расулов (14-й общий)
- Алексей Дерзаев (16-й общий)
- Семён Богачонок (17-й общий)
- Артём Леонтьев (24-й общий)
- Илья Голубев (33-й общий)
- Ростислав Осипов (46-й общий)
- Александр Гвоздецкий (61-й общий)
- Кирилл Боков (67-й общий)
- Камиль Мингазов (101-й общий)
- Владислав Осипов (136-й общий)
- Рустем Шамилов (150-й общий)
- Фархат Минабутдинов (170-й общий)

2014
- Денис Цуканов (36-й общий)
- Артём Валеев (88-й общий)
- Артур Тянулин (131-й общий)
- Роман Саттаров (163-й общий)

2015
- Дмитрий Мужиков (24-й общий)
- Виталий Михайлов (35-й общий)
- Янне Куокканен (38-й общий)
- Ян Хоменко (62-й общий)
- Филип Густавссон (103-й общий)
- Ник Пастухов (130-й общий)

2016
- Сантери Виртанен (17-й общий)
- Руслан Ахметвалиев (49-й общий)
- Самуэль Парккари (61-й общий)
- Матиаш Свобода (62-й общий)
- Алексей Бархаткин (94-й общий)
- Антон Веселов (137-й общий)

## Игроки с наилучшими статистическими показателями
В регулярных сезонах чемпионатов СССР/России.
- *  — действующие игроки «Ак Барса»

| Игрок              | Поз | И   | Г   | ГП  | О   | Рез  |
| Сергей Столбун     | Н   | 848 | 589 | 321 | 867 | 1.02 |
| Данис Зарипов      | ПН  | 791 | 255 | 303 | 558 | 0.71 |
| Владимир Бокарев   | Н   | 776 | 215 | 128 | 343 | 0.44 |
| Дмитрий Балмин     | З   | 702 | 81  | 116 | 197 | 0.26 |
| Алексей Пучков     | З   | 691 | 68  | 64  | 132 | 0.19 |
| Артём Лукоянов     | ЛН  | 634 | 75  | 93  | 168 | 0.26 |
| Валерий Шалахин    | Н   | 633 | 352 | 403 | 745 | 1.18 |
| Равиль Шавалеев    | З   | 630 | 60  | 97  | 157 | 0.25 |
| Александр Соколов  | Н   | 620 | 175 | 159 | 334 | 0.54 |
| Ильдар Рахматуллин | ПН  | 591 | 234 | 139 | 373 | 0.63 |

| Игрок              | Поз | О   |
| Сергей Столбун     | Н   | 867 |
| Геннадий Маслов    | Н   | 754 |
| Валерий Шалахин    | Н   | 745 |
| Данис Зарипов      | ПН  | 558 |
| Алексей Морозов    | ПН  | 505 |
| Ильдар Рахматуллин | ПН  | 373 |
| Владимир Бокарев   | Н   | 343 |
| Александр Соколов  | Н   | 334 |
| Алексей Чупин      | Ц   | 300 |
| Илья Никулин       | З   | 279 |

| Игрок              | Поз | Г   |
| Сергей Столбун     | Н   | 589 |
| Геннадий Маслов    | Н   | 525 |
| Валерий Шалахин    | Н   | 352 |
| Данис Зарипов      | ПН  | 255 |
| Ильдар Рахматуллин | ПН  | 234 |
| Алексей Морозов    | ПН  | 219 |
| Владимир Бокарев   | Н   | 215 |
| Александр Соколов  | Н   | 175 |
| Андрей Макаров     | ПН  | 162 |
| Алексей Чупин      | Ц   | 153 |

| Игрок              | Поз | ГП  |
| Валерий Шалахин    | Н   | 403 |
| Сергей Столбун     | Н   | 321 |
| Данис Зарипов      | ПН  | 303 |
| Алексей Морозов    | ПН  | 286 |
| Геннадий Маслов    | Н   | 271 |
| Илья Никулин       | З   | 198 |
| Джастин Азеведо    | Ц   | 169 |
| Александр Соколов  | Н   | 159 |
| Алексей Чупин      | Ц   | 147 |
| Ильдар Рахматуллин | ПН  | 139 |

По данным профилей игроков: Eliteprospects.com, Eurohockey.com, Khl.ru

## Чемпионы страны в составе «Ак Барса»
- 2018[279]: Александр Шарыченков, Эмиль Гарипов, Роман Абросимов, Василий Токранов, Роман Манухов, Михаил Сидоров, Рафаэль Батыршин, Альберт Яруллин, Атте Охтамаа, Дамир Мусин, Андрей Марков, Никита Лямкин, Антон Глинкин, Никита Язьков, Михаил Глухов, Ярослав Косов, Роб Клинкхаммер, Артём Лукоянов, Дмитрий Архипов, Иржи Секач, Александр Свитов, Владислав Кара, Джастин Азеведо, Владимир Ткачёв, Антон Ландер, Александр Бурмистров, Алексей Потапов, Фёдор Малыхин, Андрей Попов, Станислав Галиев, Данис Зарипов, Дмитрий Обухов
- 2010[280]: Петри Веханен, Станислав Галимов, Сергей Николаев, Никита Алексеев, Алексей Бадюков, Евгений Бодров, Вячеслав Буравчиков, Алексей Емелин, Данис Зарипов, Степан Захарчук, Яркко Иммонен, Дмитрий Казионов, Нико Капанен, Роман Кукумберг, Николай Лемтюгов, Евгений Медведев, Алексей Морозов, Андрей Мухачёв, Илья Никулин, Дмитрий Обухов, Григорий Панин, Андрей Первышин, Янне Песонен, Кирилл Петров, Александр Степанов, Алексей Терещенко, Василий Токранов, Ханнес Хювёнен, Игорь Щадилов, Михаил Юньков
- 2009[281]: Сергей Николаев, Станислав Галимов, Фредрик Норрена, Илья Никулин, Андрей Мухачёв, Андрей Первышин, Дмитрий Космачёв, Вячеслав Буравчиков, Алексей Емелин, Григорий Панин, Евгений Медведев, Василий Токранов, Олег Петров, Михаил Жуков, Данис Зарипов, Александр Степанов, Дмитрий Обухов, Нико Капанен, Юкка Хентунен, Алексей Бадюков, Андрей Кузьмин, Дмитрий Казионов, Никита Алексеев, Глеб Клименко, Тони Мортенссон, Кирилл Петров, Алексей Морозов
- 2006[282]: Александр Ерёменко, Фред Брэтуэйт, Раймон Жиру, Сергей Климентьев, Илья Никулин, Денис Денисов, Евгений Рясенский, Андрей Первышин, Игорь Щадилов, Яков Селезнёв, Константин Корнеев, Андрей Зубарев, Виталий Прошкин, Геннадий Разин, Александр Рыбаков, Владимир Воробьёв, Денис Логинов, Алексей Чупин, Михаил Юньков, Михаил Жуков, Дмитрий Дударев, Данис Зарипов, Алексей Терещенко, Александр Степанов, Энвер Лисин, Дмитрий Обухов, Сергей Зиновьев, Алексей Бадюков, Алексей Косоуров, Алексей Морозов
- 1998[283]: Сергей Абрамов, Дмитрий Ячанов, Олег Грачёв, Юрий Гунько, Дмитрий Балмин, Халим Нигматуллин, Александр Савицкий, Леонид Лабзов, Владимир Толоконников, Артём Анисимов, Рафик Якубов, Александр Завьялов, Кирилл Голубев, Эдуард Кудерметов, Игорь Степанов, Айрат Кадейкин, Алексей Чупин, Олег Антоненко, Андрей Царёв, Роман Баранов, Денис Архипов, Дмитрий Ванясов, Сергей Золотов, Ильнур Гизатуллин, Михаил Сарматин, Сергей Соломатов, Алмаз Гарифуллин, Павел Лазарев

## Факты

### Рекорды клуба
- В 2010 году «Ак Барс» стал очередной командой-династией в отечественном хоккее наряду с ЦСКА[284][285]. За 2006—2010 годы клуб четыре раза выходил в финалы Чемпионата России по хоккею и трижды в них побеждали, причём последние два раза — подряд.
- В 2010 году главный тренер «Ак Барса» Зинэтула Билялетдинов выиграл четвёртый титул в чемпионатах России (один раз с московским «Динамо» и трижды с «Ак Барсом»), и стал единоличным рекордсменом среди тренеров в России[286].
- Разгром (7:1), который учинили хоккеисты «Ак Барса» у себя на площадке 25 апреля 2010 года в шестом матче финальной серии своим соперникам из «ХК МВД», стал самым крупным в истории финальных серий чемпионатов России[287]. В перерыве этого матча выступала группа The Shopengauers, участники которой впоследствии напишут гимн хоккейного клуба «Ак Барс»[288]. Защитник «Ак Барса» Алексей Емелин в этом матче установил сразу два рекорда: он забил 1 гол и сделал 4 голевые передачи, набрав в итоге в одном матче финальной серии сразу 5 очков[287].
- Матч 1/4 финала плей-офф Восточной конференции КХЛ в Казани между «Ак Барсом» и «Барысом» (4:3 3ОТ), состоявшийся 11 марта 2010, вошёл в историю российского хоккея как самый продолжительный на тот момент — 104 минуты 39 секунд. Командам потребовалось помимо трёх периодов основного времени отыграть два 20-минутных овертайма, и лишь на 5-й минуте третьего овертайма финн Нико Капанен забросил в ворота «Барыса» победную шайбу[289][290].

### Противостояния
- Противостояния с уфимским «Салаватом Юлаевым» носят название «Зелёное дерби».
- Противостояния с нижнекамским «Нефтехимиком» носят название «Татарстанское дерби»[291].